# Hallaxa
Hallaxa es un género de moluscos nudibranquios de la familia Actinocyclidae.

## Diversidad
El género  Hallaxa incluye 15 especies descritas:
- Hallaxa albopunctata Gosliner & S. Johnson, 1994
- Hallaxa apefae  Marcus, 1957
- Hallaxa atrotuberculata Gosliner & S. Johnson, 1994
- Hallaxa chani  Gosliner & Williams, 1975
- Hallaxa cryptica  Gosliner & Johnson, 1994
- Hallaxa decorata  Bergh, 1905 (especie tipo)
- Hallaxa elongata Gosliner & S. Johnson, 1994
- Hallaxa fuscescens  Pease, 1871
- Hallaxa gilva Miller, 1987
- Hallaxa hileenae  Gosliner & Johnson, 1994
- Hallaxa iju  Gosliner & Johnson, 1994
- Hallaxa indecora (Bergh, 1877)
- Hallaxa michaeli  Gosliner & Johnson, 1994
- Hallaxa paulinae  Gosliner & Johnson, 1994
- Hallaxa translucens Gosliner & S. Johnson, 1994